# 정은우 (배우)
정은우(본명: 정동진, 鄭東鎭, 1986년 4월 10일~)는 대한민국의 배우인데, 2006년에 모델로 처음 데뷔하였다.

## 학력
- 송도중학교 (졸업)
- 송도고등학교 (졸업)
- 동국대학교 연극영화과

## 연기 활동

### 드라마
- 2006년 KBS2 단막극 《드라마시티 - 이별보다 아름다운 사랑》 ... 강호 역
- 2006년 KBS2 청소년 드라마 《성장드라마 반올림 3》 ... 엄성민 역
- 2006년 MBC 주말 특별기획 《불꽃놀이》
- 2006년 MBC 수목드라마 《여우야 뭐하니》    ... 철수 친구 역 (ep.14)
- 2007년 MBC 월화드라마 《히트》 ... 김일주 역
- 2010년 KBS2 수목드라마 《추노》 ... 무사 역
- 2010년 MBC 주말 특별기획 《신이라 불리운 사나이》 ... 손철 역
- 2010년 KBS WORLD 3D드라마 《스마트 액션》 ... 태호 역
- 2011년 KBS1 일일연속극 《웃어라 동해야》 ... 김선우 역
- 2011년 SBS 아침연속극 《태양의 신부》 ... 최진혁(제임스) 역
- 2012년 SBS 주말 특별기획 《다섯 손가락》 ... 홍우진 역
- 2013년 SBS 특집드라마 《낯선 사람》 ... 이영호 역
- 2013년 KBS2 단막극 《KBS 드라마 스페셜 - 끈질긴 기쁨》 ... 준기 역
- 2013년 SBS 일일연속극 《잘 키운 딸 하나》 ... 설도현 역
- 2014년 KBS2 단막극 《KBS 드라마 스페셜 - 간서치열전》 ... 청준 역
- 2015년 SBS 주말 특별기획 《내마음 반짝반짝》 ... 구관모 역
- 2015년 SBS 일일연속극 《돌아온 황금복》 ... 강문혁 역
- 2018년 KBS2 주말연속극 《하나뿐인 내편》 ... 왕이륙 역
- 2019년 JTBC 월화드라마 《으라차차 와이키키 2》 ... 한수연 남편 역

### 영화
- 2007년 《동갑내기 과외하기 레슨 2》 ... 우성 친구들 역
- 2010년 《불량남녀》 ... 상혁 역
- 2010년 《연쇄부인》
- 2013년 《미스체인지》 ... 현구 역
- 2021년 《메모리: 조작살인》 ... 정우 역

## 수상 및 후보
| 연도 | 시상식                       | 부문                           | 작품                     | 결과 |
| ---- | ---------------------------- | ------------------------------ | ------------------------ | ---- |
| 2007 | 앙드레 김 베스트 스타 어워즈 | 신예스타상                     | 빈칸                     | 수상 |
| 2012 | SBS 연기대상                 | 뉴스타상                       | 태양의 신부, 다섯 손가락 | 수상 |
| 2013 | SBS 연기대상                 | 단막특집극부문 남자 특별연기상 | 낯선 사람                | 수상 |
| 2015 | SBS 연기대상                 | 장편드라마부문 남자 특별연기상 | 돌아온 황금복            | 후보 |

## 기타 활동
- 2006년 : 앙드레 김 자선패션쇼